# 天津大学法学院
天津大学法学院的历史可追溯到原北洋大学堂“律例门”。原天津大学法学系隶属于天津大学文法学院。2015年6月17日正式组建成新的天津大学法学院。